# Juliane von Schwellenberg
Juliane Elisabeth von Schwellenberg, född 1728, död 1797, känd som Madam Schwellenberg, var kammarfru till Storbritanniens drottning Charlotte av Mecklenburg-Strelitz. Hon var en välkänd offentlig figur vid det dåvarande brittiska hovet och är också känd i litteraturhistorien, då hon ofta nämns i dåtida visor, satirer, memoarer och levnadsteckningar, främst de av Fanny Burney. 
Tillsammans med Johanna Hagedorn blev von Schwellenberg utvald att följa Charlotte från Mecklenburg-Strelitz till Storbritannien inför bröllopet 1761. I England fick hon och Hagendorn den delade platsen som kammarfru, "keeper of the robes", med ansvaret för Charlottes garderob och övervakade hennes påklädning. Hon intog en gunstlingsposition, krävde att kallas madam, rum strax invid drottningen, och att alla som ville få tillträde till drottningen skulle utverka tillstånd hos henne först. Detta orsakade en konflikt och för att förhindra att hon sändes hem var Charlotte tvungen att lova kungen och sin svärmor att Schwellenberg i fortsättningen inte skulle ges några speciella privilegier. Schwellenberg beskrivs som djupt lojal mot Charlotte och kungafamiljen, och var respekterad inom hovets hushåll och personal, där hon intog en mycket dominant och inflytelserik position. Hon förmedlade och förhindrade ansökningar från supplikanter, så som då hon exempelvis förde fram konstnären Carl von Imhoff vid hovet, och tog emot sådana på te på sitt rum. 1785 ersattes Hagendorn med Fanny Burney som den andra av de två kammarfruarna, och Schwellenbergs konflikt med Burney, till dennas avsked 1790, har blivit berömd genom den senares publicerade memoarer.   